# Formica schardj
Formica schardj är en myrart som beskrevs av Forskal 1775. Formica schardj ingår i släktet Formica och familjen myror. Inga underarter finns listade i Catalogue of Life.